# Слободни софтвер
Слободни софтвер, како га дефинише Задужбина за слободни софтвер, је софтвер који се може користити, умножавати, проучавати, мењати и дистрибуирати даље без ограничења. Слобода од таквих ограничења је у средишту концепта „слободног софтвера“, тако да супротност слободном софтверу чини власнички софтвер, а не софтвер који се продаје ради зараде, као што је комерцијални софтвер. Претходно се често наглашава зато што реч free на енглеском има два значења - слободан и бесплатан. Слободан софтвер се због тога понекад назива и libre software и FLOSS а користи се и синтагма софтвер отвореног изворног кода (open source software), која има сродно, али не и исто, значење.

## Употреба
Због двојног значења речи free, оснивач Покрета за слободни софтвер, Ричард Столман, је развио следеће појашњење „Слободан софтвер је ствар слободе, а не цене. Да би разумели концепт, размишљајте о слободи говора, а не о бесплатном пиву“ („'“). Или, одређеније, слободан софтвер значи да су рачунарски корисници слободни да сарађују и да управљају софтвером који користе.
Већина слободног софтвера се дистрибуира било бесплатно на интернету или ван њега за маргиналну цену  дистрибуирања, али то није обавезно, па људи могу да продају копије по којој год цени желе.
Термин (са великим почетним словом) „Отворени изворни код“ се користи за Дебијанову (Debian) прераду (препис) ГНУ-ове дефиниције „Слободног софтвера“. Као резултат, скоро сви програми отвореног изворног кода су и слободан софтвер, мада постоје и неки изузеци.
Мада покрети за слободни софтвер и онај отвореног изворног кода деле скоро идентичне критеријуме за лиценцирање и развијачке праксе, Столман тврди да се проистекле филозофске вредности ова два покрета темељно разликују. Столман користи термине Free/Libre/Open-Source Software („FLOSS“) софтвер „отвореног изворног кода“ и Free and Open Source Software („F/OSS“) за „слободни софтвер“, не обавезно ради опредељења за један од или поделе на два табора, али тражи од људи да размотре да подрже табор „слободног софтвера“ (за више информација погледајте Отворени изворни код против слободног софтвера).
“Фривер“ (freeware) је софтвер који се може набавити бесплатно, али је у принципу власнички софтвер, будући да корисници немају слободу да га користе, умножавају, проучавају, мењају, нити даље дистрибуирају. Изворни код фривера може али не мора бити објављен и дозвола да се дистрибуира измењена верзија може не мора бити дата, па је фривер само бесплатан, а не и слободан софтвер.

## Историја
Термин слободни софтвер је старији од термина софтвер отвореног изворног кода. Софтвер и код су често били слободно размењивани међу хакерима али су почетком 1980-их власници почели да присвајају ауторска права над кодом што је за ефекат имало смањивање слободне размене. Појава покрета за слободни софтвер и термин слободни софтвер дело су Ричарда Сталмана, као одговор на смањивање ове размене.
Кратка историја Слободног софтвера:
- 1960е и 1970е - добављачи мејнфрејм (mainframe) рачунара су на софтвер гледали као на додатак који чини рачунаре кориснима. Стога су програмери и развијачи софтвера често слободно делили свој софтвер. То је нарочито било уобичајено у великим корисничким групама, као што је DECUS, (Digital Equipment Corporation) Users Group (Група корисника Дигитал Еквипмент Корпорејшена).

- Касне 1970е - компаније су почеле да уобичавају да програмерима намећу ограничења путем уговора о лиценцирању софтвера.

- 1983 - Ричард Сталман је започео пројекат ГНУ, а две године касније и Задужбину за слободни софтвер (ЗСС) . Представио је дефиницију „слободног софтвера“ и „копилефт“, који је замишљен да осигура софтверску слободу за све .

- Данас - слободни софтвер је веома успешан међународни подухват, који ствара софтвер који користе појединци, велике организације, па чак и читаве државе. Слободни софтвер је масивна индустрија. Економске предности модела слободног софтвера, па чак у мањој мери и етички принципи на којима је заснован, су све више прихваћени, чак и у главнотоковским медијима. Такође, и неке друге, несофтверске, индустрије су почеле да прихватају вредности слободног софтвера: научници на пример, траже отворенији процес развоја, чак се и хардвер почиње развијати под копилефт лиценцама (на пример, пројекат OpenCores). Покрети Криејтив Комонс (Creative Commons) и Отвореног садржаја су такође под великим утицајем слободног софтвера.

## Лиценце за слободни софтвер
По Сталману и ЗСС, лиценца „слободног“ софтвера дозвољава:
- слободу да се програм покреће у било коју сврху (звана „нулта слобода“ - „freedom 0“)
- слободу да се програм проучава и мења („прва слобода“ - „freedom 1“)
- слободу да се програм умножава да би се помогло ближњем („друга слобода“ - „freedom 2“)
- слободу да се програм побољшава и да се те промене пуштају у јавност, тако да цела заједница има користи („трећа слобода“ - „freedom 3“)

Прва и трећа слобода захтевају приступ изворном коду, зато што је проучавање и измена софтвера без изворног кода изузетно тешка и веома неефикасна када се упореди са изменом објашњеног изворног кода.
Мрежно место Задужбине за слободни софтвер пружа и списак са многим лиценцама за слободни софтвер.  Тај списак мора бити непотпун, зато што лиценца не мора бити знана Задужбини да би пружала ове слободе.
„Власнички софтвер“ се дистрибуира под рестриктивнијим лиценцама за софтвер. Закони о ауторским правима и/или уговорима корисницима ограничавају измену, умножавање и редистрибуцију; софтвер који је објављен под лиценцом за слободни софтвер се одриче већине ових задржаних права.
Дефиниција слободног софтвера од стране ЗСС занемарује цену. ЦД-ови који садрже слободан софтвер (као што су на пример дистрибуције ГНУ-а са Линуксом) су често на продају. Међутим, пошто и купац ЦД-а и даље има софтверске слободе, то је слободан софтвер.
Варијанте слободног софтвера, како их дефинише ЗСС:
- Копилефт (copyleft) лиценце, од којих је најистакнутија ГНУ-ова Општа јавна лиценца. Аутор задржава ауторска права и дозвољава даљу дистрибуцију и измену под условима који осигуравају да све измењене верзије остају слободне.
- Софтвер у јавном власништву - аутор се одриче ауторских права. Пошто софтвер у јавном власништву нема никакву заштиту ауторских права, може се слободно укључивати и било које дело, било оно власничко или слободно.
- Лиценце у BSD стилу, зване тако зато што су примењене на већину софтвера који је дистрибуиран са BSD оперативним системима. Аутор задржава ауторска права утолико да одриче одговорност и захтева прописно приписивање заслуга у измењеним делима, али дозвољава даљу дистрибуцију у било којим делима, чак и власничким.

Власник ауторских права над софтвером који је покривен копилефт лиценцом такође може, уз то што оригиналну верзију дистрибуира као слободан софтвер, да производи и продаје и верзију под било којом другом лиценцом. Многе компаније слободног софтвера користе овај приступ; ово не ограничава било која права која су дата корисницима копилефт верзије.
Све лиценце слободног софтвера морају људима дати све слободе изложене горе. Међутим, осим ако су лиценце апликација подударне (компатибилне), комбиновање програма мешањем изворног кода или директним повезивањем бинарних датотека је проблематично, због техникалија око лиценци. Програми који су индиректно повезани могу да избегну овај проблем.

## Примери слободног софтвера
Количина слободног софтвера је велика и стално се повећава.
Значајни пројекти слободног софтвера:
- Језгра оперативних система: Linux, BSD и Darwin
- GCC компајлери, GDB дебагер и C библиотеке
- Сервери: BIND именски (name) сервер, Sendmail пренос поште, Апач веб-сервер и Samba сервер датотека
- Системи за релационе базе података: MySQL и PostgreSQL.
- Програмски језици: Perl, PHP, Python, Ruby и Tcl.
- Везано за GUI (Graphical user interface): X Window System, десктоп окружења GNOME и KDE.
- Свита канцеларијских програма OpenOffice.org, Свита апликација Мозила (Mozilla Application Suite) и Мозила Фајерфокс мрежни прегледач и Гимп (GIMP) уређивач графика
- Системи за прелом и припрему докумената за штампу ТеК и ЛаТеК

За шири списак погледајте Директоријум слободног софтвера (Free Software Directory).
Много слободног софтвера подржава и неслободне Microsoft Windows и неслободне јуникс платформе, а и неслободни софтвер може да подржава слободне платформе, мада чистунци (пуристи) највише воле само слободан софтвер на слободним платформама као што је ГНУ са Линуксом.
Пакети слободног софтвера сачињавају софтверски екосистем у којем софтвер обезбеђује услуге, што за последицу има узајамну добит: на пример, Апач веб-сервер да поступа по HTTP протоколу, користећи mod python за обезбеђивање динамичког садржаја.

## Друштвени значај

### Позитивни друштвени исходи
- Слободни софтвер је у принципу доступан за малу или никакву цену. Када се слободни софтвер распростире, његова корисност је константна или се чак и повећава због ефеката мреже. Стога је слободни софтвер пре јавно него приватно добро.
- Последица његове слободе је и трајно нижа цена у поређењу са власничким софтвером, што повећава приступ софтверу и економским и друштвеним добитима од софтвера. Због овога је слободни софтвер све популарнији у земљама трећег света.
- Даље, отвореност слободног софтвера олакшава интернационализацију, што ствара економску и друштвену добит за кориснике у више земаља.

### Негативни друштвени исходи
Копије слободног софтвера се могу продавати, мада је често подстицај за куповину слободног софтвера мањи будући да се обично може набавити бесплатно.

## Политичко одређење
Рачунарски софтвер је нежив и самим тим није политичан. Међутим, његови утицаји на друштво, као и говор, јесу политички.

### Слободни софтвер као комунистички покрет
Дарл Мекбрајд, извршни директор SCO-а (као и неки други) су у неким приликама окарактерисали слободни софтвер као комунистички . Та оптужба се ослања на утицајно наслеђе антикомунизма не би ли се постигла ефекат на тржишту или у правним стварима . Комунизам се супротставља отвореном тржишту и одбацује приватно власништво. Слободни софтвер корисницима пружа исте слободе које има и власник ауторских права, док власници власничког софтвера ограничавају слободе у циљу стварања профита. Заједница слободног софтвера такође критикује и софтверске патенте и друге заштите у технологији које ограничавају слободе. Модели заједничког власништва у слободном софтверу се не слажу са капиталистичким власништвом и производњом. Међутим, лиценце слободног софтвера дају слободу да се наплати прерасподела (дистрибуција) софтвера. Даље, један или више власника ауторских могу, ако се укаже потреба, да се ослоне на закон о ауторским правима за спровођење лиценце својих пакета слободних софтвера.

### Слободни софтвер као либертариански покрет
Либертариански идеал се може описати као заступање социјалних слобода (укључујући слободу говора, слободу штампе и приватности) као и економске слободе (укључујући и власничка права и појединачну контролу над власништво) те капитализам и слободно тржиште. Постоје неке индиције да је слободан софтвер подударан са либертарианским идеалима .
Услови лиценцирања слободног софтвера гарантују да свако ко дође у посед софтвера има изворни код и да га има право да га модификује, умножава и дистрибуира. Последица је да свако ко поседује потребно знање може да врши модификације и даје подршку за производ. Модификације су директно омогућене приступом изворном коду а друге услуге могу да пруже они који су прегледали производ и упознали се са њим као корисници и они који га одржавају. Резултат је тржиште отворено за конкуренцију широког спектра учесника. Доња граница за улазак на тржиште је ниска или не постоји, будући да су све потребне дозволе дате лиценцом. Стварање овог такмичења за услуге је привлачно либертаријанском идеалу слободног тржишта и олакшава стварање бизниса.
Право да модификују свој софтвер корисницима такође омогућује потпуну контролу над рачунским уређајем који поседују. Мада су корисници у принципу слободни да одаберу софтвер који ће покретати, могућност да сами модификују софтверски производ значи да се добра могу ефикасније екплоатисати. Ово повећава корист постојећег власништва и ствара ситуацију потпуне контроле појединих квалитета, као што су рачунарска сигурност, електронска приватност и лични избор.

## Контроверзе слободног софтвера
Контроверза у покрету слободног софтвера око BitKeeper-а илуструје битне теме и гледишта покрета.
Лери Меквој (Larry McVoy) је позвао познате пројекте слободног софтвера да користе BitKeeper да би тако привукао муштерије који би плаћале. 2002. године донета је контроверзна одлука да се BitKeeper, производ који је власнички софтвер, користи у развоју Линукс језгра, пројекта слободног софтвера. Доле наведени одломци илуструју зашто се то показало као велики узрок контроверзи.
„Меквој је развијачима слободног софтвера програм дао бесплатно. То није значило да је то за њих био слободан софтвер: били су привилеговани да се не растану од свог новца, али су и даље морали да се одрекну своје слободе. Одрекли су се темељне слободе која дефинише слободни софтвер: слободе да се програм покреће како се жели, у ма коју сврху, слободе да се проучава и мења изворни код по жељи, слободе да се праве и прерасподељују копије и слободе да се објављују модификоване верзије.
Покрет за слободни софтвер је 15 година причао „Мислите о слободи говора, не бесплатном пиву“. Меквој је рекао супротно; позвао је развијаче да се усредсреде на монетарну цену, уместо на слободу. Активиста за слободни софтвер би такав предлог отписао, али они у заједници који техничку предност цене више од слободе и заједнице су били подложни томе. ...
Слободно језгро, чак ни читав слободан оперативни систем, нису довољни да свој рачунар користите у слободи; такође нам треба слободан софтвер и за све остало. Слободни апликативни и управљачки програми, слободан BIOS: пред некима од ових пројеката налазе се велике препреке -- потреба да се уради обрнути инжењеринг (reverse engineer) над форматима и протоколима или да се притисну компаније да их документују, или да се заобиђу или да се суочи са патентним претњама, или да се такмичи са ефектом мреже. За успех ће бити потребни чврстина и одлучност. Сигурно је да је боље језгро пожељно, али не на рачун слабљења подстицаја за ослобађање остатка софтверског света.“
Меквој је повукао дозволу за бесплатну употребу пројектима слободног софтвера. Многи из покрета за слободни софтвер целу ствар виде као утврђивање Сталмановог принципијелног става на уштрб оног Линуса Торвалдса, који више води рачуна о корисности.

### Идеје слободног софтвера
- Оперативни систем Гну (GNU)
  - Покрет слободног софтвера (Free software movement)
  - Дефиниција слободног софтвера (Free software definition)

### Портали слободног софтвера
- Гнуова савана
- Ковачница изворног кода (SourceForge)
- Кроз тачку (Slash Dot)
- Свеже месо (Freshmeat)

### Личне стране слободнософтвераша
- Ерик Рејмонд
- Ричард Сталман

- Часопис о слободном софтверу (Libre) Пројекат издавања часописа о слободном софтверу на српском језику и то на оба писма, латиничном и ћириличном.
- Магазин слободног софтвера (Free Software Magazine) Магазин о слободном софтверу који се издаје независно и који сав свој садржај даје под слободном лиценцом (само Криејтив Комонс, ГНУ-ова ЛСД или дословно копирање)
- Дефиниција слободног софтвера - у издању ЗСС-е
- ЗСС-ин списак лиценци за слободни софтвер, укључујући и појашњење неслободних лиценци које се често погрешно узимају за слободне

- ЗСС/Унеско директоријум пакета слободног софтвера
- Страна Филозофије ГНУ-а
- ЗСС-ино поређење „Отвореног изворног кода“ и „Слободног софтвера“
- Зашто софтвер отвореног кода/слободан софтвер? Погледајте цифре! Архивирано на веб-сајту  (5. април 2006) (Why Open Source Software / Free Software (OSS/FS)? Look at the Numbers!) – Анализа Дејвида Вилера (David Wheeler) о предностима софтвера отвореног кода/слободног софтвера исцрпним прегледом објављених истраживања, анализа и новинских прилога.
- Директоријум слободног софтвера и софтвера отвореног кода на сајту Framasoft-а
- Код за умрети. О рађању покрета за слободни софтвер 1887. (Some Code to Die for. On the Birth of the Free Software Movement in 1887) – Есеј Леа Финдајзена (Leo Findeisen), на сајту monochrom.
- Бразил: Највећи и најбољи пријатељ слободног софтвера (Brazil: Free Software's Biggest and Best Friend)